# Кубок чемпионов мира по пляжному футболу
Кубок чемпионов мира (англ. World Winners Cup) — турнир по пляжному футболу среди мужских клубных команд, разыгрываемый с 2019 года.
Первым победителем стал бразильский «Фламенго», а действующим победителем является итальянский клуб «Наполи».

## История
Первый турнир Кубка чемпионов мира по пляжному футболу был анонсирован в апреле 2019 года. Первоначально турнир первый розыгрыш Кубка чемпионов мира по пляжному футболу должен был пройти в сентябре 2019 года, но в итоге был перенесён на месяц вперёд. Хозяйкой турнира выступил турецкий курорт Аланья. В нём приняло участие 19 команд, разбитых на четыре группы. Для допуска к турнира каждый клуб должен был получить разрешение на участие от национальной федерации. До финальной игры дошли бразильский «Фламенго» и китайский «Мэйчжоу Хакка», где со счётом 5:3 сильнейшими оказался клуб из Рио-де-Жанейро. Общий призовой фонд турнира составил 35 тысяч евро, а победитель получил 16 тысяч евро.
Следующий турнир должен был состоятся спустя год, в октябре 2020 года. Тем не менее в июле 2020 года глава Всемирной организации пляжного футбола Жоан Куско объявил, что турнир будет перенесён на апрель 2021 года. В итоге в указанные сроки турнир не состоялся, а в сентябре 2021 года турнир был отложен на неопределённый срок. В августе 2022 года было объявлено о проведении турнира в сентябре того же года на итальянском острове Сардиния, где соревнования принимал пляж Поэтто в Кальяри. В турнире из 13 команд победу одержал немецкий «Реал Мюнстер», обыгравший в финале сальвадорский клуб «Ла Пиррайя» (9:3).
Третий турнир принимал другой город Сардинии — Альгеро. Не проиграв ни одной игры на турнире победителем стал итальянский «Наполи», обыгравший в финале латвийскую «Ригу» (6:3).

## Результаты
| Сезон | Уч. | Призёры      | Призёры       | Призёры   | Призёры          |
| Сезон | Уч. | Победитель   | 2-е место     | 3-е место | 4-е место        |
| ----- | --- | ------------ | ------------- | --------- | ---------------- |
| 2019  | 19  | Фламенго     | Мэйчжоу Хакка | Леванте   | Шахин Хазар      |
| 2022  | 13  | Реал Мюнстер | Ла Пиррайя    | Наполи    | Ростокер Роббен  |
| 2023  | 24  | Наполи       | Рига          | Пафос     | Баия-де-Масаррон |

## Лучшие игроки
| Сезон | Лучший игрок                | Лучший вратарь                | Лучший бомбардир          |
| ----- | --------------------------- | ----------------------------- | ------------------------- |
| 2019  | Лео Мартинс (Мейчжоу Хакка) | Элинтон Андраде (Фламенго)    | Филипе Силва (Аланья)     |
| 2022  | Бе Мартинс (Реал Мюнстер)   | Хосе Карлос (Реал Мюнстер)    | Бе Мартинс (Реал Мюнстер) |
| 2023  | Лукао (Наполи)              | Себастьяно Патернити (Наполи) | Алиссон Масиэл (Пафос)    |